# Bagra
La bagra (Leuciscus cephalus) és un peix d'aigua dolça de la família dels ciprínids.

## Morfologia i costums
El cos d'aquest peix és esvelt i, tot i que molts exemplars no passen dels 25 cm, hi ha individus que poden fer fins a 50 centímetres de llargada. El color del dors és generalment fosc amb tons brunencs i verdosos. El flancs i ventre són de color gris argentat. La boca és terminal, els ulls petits, i les escates grosses i molt visibles.
A diferència de la majoria de ciprínids, es manté en activitat durant tot l'any, no enllotant-se a l'hivern. Prefereix els corrents ràpids i poc contaminats a la semblança dels salmònids.
És el peix autòcton més depredador. Els grans exemplars poden arribar a 2 kg de pes, alimentant-se de tota classe d'invertebrats, àdhuc granotes, peixos i fruits.

## Distribució
Típic del curs mitjà dels rius del Principat de Catalunya, és un peix present a la fauna europea i d'algunes zones de l'Orient mitjà. Al riu Llobregat antigament abundaven en tot el seu curs, però avui dia més al sud d'Olesa de Montserrat les captures són gairebé excepcionals. Es troba també a la part baixa del riu Besòs com una de les quatre espècies de peix autòctones
A altres rius com el Túria, el Xúquer, el Francolí, la Tordera, el Ter i la Muga, n'ha gairebé desaparegut dels cursos baixos i les seues poblacions fluctuen depenent de la contaminació.
En general, les poblacions són joves i els exemplars no ultrapassen els 30 cm. De fet, aquestes poblacions es mantenen mercès a les existents a les rieres i aiguamolls, que constitueixen el principal refugi de cria per a l'espècie.
També n'hi ha a l'alt curs del riu Ripoll, a la riera de Caldes, i en algunes rieres de la conca del mateix riu.